# 1920年代の建築
1920年代の建築についての概要である。

## 国内の主要作品
現況欄の○は現存、✕は現存せず、△は一部現存、部分保存
| 西暦          | 和暦            | 名称                                                      | 画像 | 設計者                                          | 所在地       | 現況 | 指定                                  | 備考                      |
| ------------- | --------------- | --------------------------------------------------------- | ---- | ----------------------------------------------- | ------------ | ---- | ------------------------------------- | ------------------------- |
| 1920年        | 大正9年         | 日本聖公会大阪主教座聖堂川口基督教会                      |      | ウィリアム・ウィルソン                          | 大阪         | ○    | 登録有形文化財                        |                           |
| 1920年        | 大正9年         | 旧日本工業倶楽部会館                                      |      | 横河民輔 松井貴太郎                             | 東京         | △    | 登録有形文化財                        |                           |
| 1921年        | 大正10年        | 大阪市庁舎                                                |      | 片岡安 牛村喜勇 今林彦太郎                      | 大阪         | ✕    |                                       |                           |
| 1921年        | 大正10年        | 京都中央電話局西陣分局 (NTT西陣別館)                      |      | 岩元禄                                          | 京都         | ○    | 重要文化財                            |                           |
| 1921年        | 大正10年        | 大江ビルヂング                                            |      | 葛野壮一郎                                      | 大阪         | ○    |                                       |                           |
| 1921年        | 大正10年        | 北九州市旧門司三井倶楽部                                  |      | 松田昌平                                        | 福岡         | ○    | 重要文化財                            |                           |
| 1921年        | 大正10年        | 旧白木屋呉服店大阪支店 (第二野村ビルヂング)               |      | 田中実                                          | 大阪         | ✕    |                                       |                           |
| 1921年        | 大正10年        | 第一相互館                                                |      | 辰野葛西事務所                                  | 東京         | ✕    |                                       |                           |
| 1922年        | 大正11年        | 大丸心斎橋店本館                                          |      | ウィリアム・メレル・ヴォーリズ                  | 大阪         | ✕    |                                       |                           |
| 1922年        | 大正11年        | 旧有楽館 (日石ビルディング)                               |      | 曽禰中條建築事務所                              | 東京         | ✕    |                                       |                           |
| 1922年        | 大正11年        | 旧高島屋長堀店 (アルテビル長堀橋)                         |      | 岡田信一郎                                      | 大阪         | ✕    |                                       |                           |
| 1922 年       | 大正11年        | 自由学園明日館                                            |      | 遠藤新 フランク・ロイド・ライト                 | 東京         | ○    | 重要文化財                            |                           |
| 1922年        | 大正11年        | 3代目岐阜総合庁舎                                         |      | 清水正喜 矢橋賢吉 佐野利器                      | 岐阜         | ○    |                                       |                           |
| 1922年        | 大正11年        | 旧大阪商船神戸支店 (神戸商船三井ビル)                     |      | 渡辺節                                          | 兵庫         | ○    |                                       |                           |
| 1922年        | 大正11年        | 三菱銀行本店                                              |      | 桜井小太郎                                      | 東京         | ✕    |                                       |                           |
| 1922年        | 大正11年        | 旧大阪毎日新聞社 (毎日新聞大阪本社)                       |      | 片岡安                                          | 大阪         | ✕    |                                       |                           |
| 1923年        | 大正12年        | 郵船ビルヂング                                            |      | 曽禰中條建築事務所                              | 東京         | ✕    |                                       |                           |
| 1923年        | 大正12年        | 現・名古屋市市政資料館                                    |      | 山下啓次郎                                      | 愛知         | ○    | 重要文化財                            |                           |
| 1923年        | 大正12年        | 丸ノ内ビルヂング                                          |      | 桜井小太郎                                      | 東京         | ✕    |                                       |                           |
| 1923年        | 大正12年        | 帝国ホテルライト館                                        |      | フランク・ロイド・ライト                        | 東京         | △    | 登録有形文化財                        | 中央玄関部が 明治村に移築 |
| 1923年        | 大正12年        | 2代目石川県庁本庁舎 (石川県政記念しいのき迎賓館)          |      | 矢橋賢吉                                        | 石川         | ○    |                                       |                           |
| 1923年        | 大正12年        | 旧山邑家住宅                                              |      | フランク・ロイド・ライト                        | 兵庫         | ○    | 重要文化財                            |                           |
| 1923年        | 大正12年        | 旧日本興業銀行本店                                        |      | 渡辺節                                          | 東京         | ✕    |                                       |                           |
| 1923年        | 大正12年        | 堂島ビルヂング                                            |      | 竹中工務店                                      | 大阪         | ○    |                                       |                           |
| 1923年        | 大正12年        | 旧安達呉服店店舗                                          |      | ?                                               | 栃木         | ○    | 登録有形文化財                        |                           |
| 1924年        | 大正13年        | 郡山市郡山公会堂                                          |      | 矢橋賢吉 (設計監修) 荻原貞雄                    | 福島         | ○    |                                       |                           |
| 1924年        | 大正13年        | 現・鳩山会館                                              |      | 岡田信一郎                                      | 東京         | ○    |                                       |                           |
| 1924年        | 大正13年        | 大阪倶楽部                                                |      | 安井武雄                                        | 大阪         | ○    | 登録有形文化財                        |                           |
| 1924年        | 大正13年        | 大阪市立工芸高等学校                                      |      | 大阪市営繕課                                    | 大阪         | ○    | 大阪市指定有形文化財                  |                           |
| 1924年        | 大正13年        | 旧大阪野村銀行本店 (堺筋野村ビルディング)                 |      | 片岡安                                          | 大阪         | ✕    |                                       |                           |
| 1924年        | 大正13年        | 旧門司郵便局電話課                                        |      | 山田守                                          | 福岡         | ○    |                                       |                           |
| 1925年        | 大正14年        | 東京大学安田講堂                                          |      | 内田祥三 岸田日出刀                             | 東京         | ○    | 登録有形文化財                        |                           |
| 1925年        | 大正14年        | 旧大阪ビルヂング (ダイビル本館)                           |      | 渡辺節                                          | 大阪         | ✕    |                                       |                           |
| 1925年        | 大正14年        | 旧大同生命ビルディング (大同生命肥後橋ビル)               |      | ウィリアム・メレル・ヴォーリズ                  | 大阪         | ✕    |                                       |                           |
| 1925年        | 大正14年        | 旧東京中央電信局                                          |      | 山田守                                          | 東京         | ✕    |                                       |                           |
| 1925年        | 大正14年        | 旧松屋呉服店 (松屋銀座店)                                 |      | 木田組                                          | 東京         | ○    |                                       |                           |
| 1926年        | 大正15年        | 検見川送信所                                              |      | 吉田鉄郎                                        | 千葉         | ○    |                                       |                           |
| 1926年        | 大正15年        | 大阪府庁舎                                                |      | 平林金吾 岡本馨                                 | 大阪         | ○    |                                       |                           |
| 1926年        | 大正15年        | 旧横浜生糸検査所 (横浜第二合同庁舎)                       |      | 遠藤於莵                                        | 神奈川       | ○    | 横浜市認定歴史的建造物                |                           |
| 1926年        | 大正15年        | 聖徳記念絵画館                                            |      | 小林正紹 佐野利器 小林政一                      | 東京         | ○    | 重要文化財                            |                           |
| 1926年        | 大正15年        | 旧第一銀行大阪支店 (第一勧業銀行高麗橋支店)               |      | 西村好時                                        | 大阪         | ✕    |                                       |                           |
| 1926年        | 大正15年        | 旧時事新報社                                              |      | 桜井小太郎                                      | 東京         | ○    |                                       |                           |
| 1926年        | 大正15年        | 旧新京阪天神橋筋停車場 (天六阪急ビル)                     |      | 渡辺節                                          | 大阪         | ✕    |                                       |                           |
| 1926年        | 大正15年        | 旧京都中央電話局 (新風館)                                 |      | 吉田鉄郎                                        | 京都         | ○    | 京都市登録有形文化財                  |                           |
| 1926年        | 大正15年        | 旧大軌ビルヂング (近鉄上本町駅)                           |      | 大阪電気軌道 大林組                             | 大阪         | ✕    |                                       |                           |
| 1926年        | 大正15年        | 旧東京府美術館 (（東京都美術館)                           |      | 岡田信一郎                                      | 東京         | ✕    |                                       |                           |
| 1926年        | 大正15年        | 旧朝鮮総督府庁舎                                          |      | ゲオルグ・デ・ラランデ 國枝博 野村一郎          | 京城         | ✕    |                                       |                           |
| 1926年        | 大正15年        | 三井住友銀行大阪本店ビル（旧 住友ビルディング）           |      | 日高胖 長谷部鋭吉 竹腰健造                      | 大阪         | ○    | 日本の近代建築20選                    |                           |
| 1927年        | 昭和2年         | ホテルニューグランド本館                                  |      | 渡辺仁                                          | 神奈川       | ○    | 横浜市認定歴史的建造物                |                           |
| 1927年        | 昭和2年         | 早稲田大学大隈記念講堂                                    |      | 佐藤功一                                        | 東京         | ○    | 重要文化財                            |                           |
| 1927年        | 昭和2年         | 岩手県公会堂                                              |      | 佐藤功一                                        | 岩手         | ○    |                                       |                           |
| 1927年        | 昭和2年         | 旧小笠原伯爵邸                                            |      | 曽禰達蔵                                        | 東京         | ○    | 東京都選定歴史的建造物                |                           |
| 1927年        | 昭和2年         | 島津製作所旧本社ビル（ フォーチュンガーデン京都）         |      | 武田五一                                        | 京都市中京区 | ○    |                                       |                           |
| 1927年        | 昭和2年         | 旧大阪ビルヂング東京分館 (（日比谷ダイビル)               |      | 渡辺節                                          | 東京         | ✕    |                                       |                           |
| 1927年        | 昭和2年         | 食糧ビル                                                  |      | 渡辺虎一                                        | 東京         | ✕    |                                       |                           |
| 1927年        | 昭和2年         | 高麗橋野村ビルディング                                    |      | 安井武雄                                        | 大阪         | ○    |                                       |                           |
| 1927年 1931年 | 昭和2年 昭和6年 | 京都市庁舎                                                |      | 武田五一 中野進一                               | 京都         | ○    |                                       |                           |
| 1927年        | 昭和2年         | 旧東京朝日新聞社 (朝日新聞東京本社)                       |      | 石本喜久治                                      | 東京         | ✕    |                                       |                           |
| 1927年        | 昭和2年         | 旧川崎銀行本店 (日本信託銀行本店)                         |      | 矢部又吉                                        | 東京         | △    |                                       | 外壁の一部が 明治村に移築 |
| 1927年        | 昭和2年         | 旧横浜正金銀行東京支店 (東京銀行本店)                     |      | 長野宇平治                                      | 東京         | ✕    |                                       |                           |
| 1927年        | 昭和2年         | 旧東京株式取引所・市場館 (東京証券取引所)                 |      | 横河民輔 中村傅治 宍戸淸輝                      | 東京         | ✕    |                                       |                           |
| 1928年        | 昭和3年         | 旧イタリア大使館日光別邸                                  |      | アントニン・レーモンド                          | 栃木         | ○    |                                       |                           |
| 1928年        | 昭和3年         | 旧村林商店 (村林ビルディング)                             |      | 関根要太郎                                      | 東京         | ○    |                                       |                           |
| 1928年        | 昭和3年         | 旧京都大毎会館、旧毎日新聞社京都支局 (1928ビル)           |      | 武田五一                                        | 京都         | ○    |                                       |                           |
| 1928年        | 昭和3年         | 日本基督教団南大阪教会塔屋                                |      | 村野藤吾                                        | 大阪         | ○    |                                       |                           |
| 1928年        | 昭和3年         | 旧大阪鉄道局庁舎 (西日本旅客鉄道本社屋)                   |      | 伊藤滋                                          | 大阪         | ✕    |                                       |                           |
| 1928年        | 昭和3年         | 旧八重洲ビルヂング (丸ノ内八重洲ビルヂング)               |      | 藤村朗                                          | 東京         | ✕    |                                       |                           |
| 1928年        | 昭和3年         | 学士会館                                                  |      | 佐野利器 高橋貞太郎                             | 東京         | ○    |                                       |                           |
| 1928年        | 昭和3年         | 神奈川県庁舎                                              |      | 小尾嘉郎                                        | 神奈川       | ○    | 登録有形文化財                        |                           |
| 1928年        | 昭和3年         | 旧大阪中央電信局                                          |      | 山田守                                          | 大阪         | ✕    |                                       |                           |
| 1929年 1931年 | 昭和4年 昭和6年 | 旧白木屋呉服店 (東急百貨店)                               |      | 石本喜久治                                      | 東京         | ✕    |                                       |                           |
| 1929年        | 昭和4年         | 同潤会上野下アパート                                      |      | 同潤会                                          | 東京         | ✕    | 日本の近代建築20選                    |                           |
| 1929年        | 昭和4年         | 日比谷公会堂・市政会館                                    |      | 佐藤功一                                        | 東京         | ○    |                                       |                           |
| 1929年        | 昭和4年         | 小菅監獄所 (東京拘置所)                                   |      | 蒲原重雄                                        | 東京         | △    |                                       |                           |
| 1929年        | 昭和4年         | 旧総理大臣官邸                                            |      | 下元連                                          | 東京         | ○    |                                       |                           |
| 1929年        | 昭和4年         | 泰明小学校                                                |      | 原田俊之助                                      | 東京         | ○    | 東京都選定歴史的建造物 近代化産業遺産 |                           |
| 1929年        | 昭和4年         | 三信ビルディング                                          |      | 松井貴太郎                                      | 東京         | ✕    |                                       |                           |
| 1929年        | 昭和4年         | 三井本館                                                  |      | トローブリッジ・アンド・リヴィ ングストン事務所 | 東京         | ○    | 重要文化財                            |                           |
| 1929年        | 昭和4年         | 旧日本勧業銀行本店 (第一勧業銀行内幸町営業部)             |      | 渡辺節                                          | 東京         | ✕    |                                       |                           |
| 1929年        | 昭和4年         | 旧簡易保険局庁舎 (かんぽ生命保険東京サービスセンター本館) |      | 逓信省経理局営繕課                              | 東京         | ○    |                                       |                           |
| 1929年        | 昭和4年         | 旧帝国生命ビルディング                                    |      | 桜井小太郎                                      | 東京         | ✕    |                                       |                           |
| 1929年        | 昭和4年         | 旧丸ノ内ガラーヂ (丸ノ内ガレージ)                         |      | 三菱合資会社地所部                              | 東京         | ✕    |                                       |                           |
| 1929年        | 昭和4年         | 旧交詢社ビルディング                                      |      | 横河工務所                                      | 東京         | ✕    |                                       |                           |
| 1929年        | 昭和4年         | 旧阪急ビルディング（阪急梅田駅）第1期                     |      | 阿部建築事務所 竹中工務店                       | 大阪         | ✕    |                                       |                           |

## 海外の主要作品
現況欄の○は現存、✕は現存せず、△は一部現存
| 西暦   | 名称                                       | 画像 | 設計者                                                                                               | 所在地                   | 国・地域       | 現況 | 指定                         | 備考   |
| ------ | ------------------------------------------ | ---- | --- | ------------------------ | -------------- | ---- | ---------------------------- | ------ |
| 1920年 | メルツバウ                                 |      | クルト・シュヴィッタース                                                                             | ハノーファー             | ドイツ         | ✕    |                              |        |
| 1921年 | フリードリヒ街のオフィスビル案             |      | ミース・ファン・デル・ローエ                                                                         | ベルリン                 | ドイツ         | ✕    |                              | 計画案 |
| 1921年 | フィアット自動車工場                       |      | ジャコモ・マッテ・トルッコ                                                                           | トリノ                   | イタリア       | ○    |                              |        |
| 1922年 | リンカーン記念館                           |      | ヘンリー・ベーコン                                                                                   | ワシントンD.C.           | アメリカ合衆国 | ○    | アメリカ合衆国国家歴史登録財 |        |
| 1922年 | シンドラー自邸                             |      | ルドルフ・シンドラー                                                                                 | ウェスト・ハリウッド     | アメリカ合衆国 | ○    |                              |        |
| 1922年 | 第1ゲーテアヌム                            |      | ルドルフ・シュタイナー                                                                               | ドルナッハ               | スイス         | ✕    |                              |        |
| 1922年 | シューホフ・タワー                         |      | ウラジーミル・シューホフ                                                                             | モスクワ                 | ロシア         | ○    |                              |        |
| 1923年 | ストックホルム市庁舎                       |      | ラグナール・エストベリ                                                                               | ストックホルム           | スウェーデン   | ○    |                              |        |
| 1923年 | ノートル・ダム・デュ・ランシー教会         |      | オーギュスト・ペレ                                                                                   | ル・ランシー             | フランス       | ○    |                              |        |
| 1923年 | デ・ダヘラート集合住宅                     |      | ピエト・ローデヴェイク・クラメル ミケル・デ・クラーク                                                | アムステルダム           | オランダ       | ○    |                              |        |
| 1923年 | ドゥースベルクの小学校                     |      | フリッツ・シューマッハー                                                                             | ハンブルク               | ドイツ         | ○    |                              |        |
| 1924年 | シュレーダー邸                             |      | ヘリット・リートフェルト                                                                             | ユトレヒト               | オランダ       | ○    | 世界遺産                     |        |
| 1924年 | フーク・ファン・ホランドの集合住宅         |      | J.J.P.アウト                                                                                         | フーク・ファン・ホラント | オランダ       | ○    |                              |        |
| 1924年 | アインシュタイン塔                         |      | エーリヒ・メンデルゾーン                                                                             | ポツダム                 | ドイツ         | ○    |                              |        |
| 1924年 | チリ・ハウス                               |      | フリッツ・ヘーガー                                                                                   | ハンブルク               | ドイツ         | ○    | 世界遺産                     |        |
| 1924年 | オルリーの飛行船格納庫                     |      | ユージェーヌ・フレーシネ                                                                             | パリ                     | フランス       | ✕    |                              |        |
| 1924年 | 雲の鐙（あぶみ）                           |      | エル・リシツキー マルト・スタム                                                                      | モスクワ                 | ロシア         | ✕    |                              | 計画案 |
| 1925年 | ヘキスト染色工場                           |      | ペーター・ベーレンス                                                                                 | ヘーヒスト               | ドイツ         | ○    |                              |        |
| 1925年 | ガルカウ農場                               |      | フーゴー・へーリング                                                                                 | シャルボイツ             | ドイツ         | ○    |                              |        |
| 1925年 | パリ万国装飾美術博覧会ボンマルシェ館       |      | ルイ=イポリット・ボワロー                                                                            | パリ                     | フランス       | ✕    |                              |        |
| 1925年 | パリ万国装飾美術博覧会ソヴィエト・ロシア館 |      | コンスタンチン・メーリニコフ                                                                         | パリ                     | フランス       | ✕    |                              |        |
| 1925年 | カフェ・デ・ユニ                           |      | J.J.P.アウト                                                                                         | ロッテルダム             | オランダ       | ○    |                              |        |
| 1926年 | ローヴェル・ビーチ・ハウス                 |      | ルドルフ・シンドラー                                                                                 | ニューポートビーチ       | アメリカ合衆国 | ○    |                              |        |
| 1926年 | バウハウス デッサウの校舎                  |      | ヴァルター・グロピウス                                                                               | デッサウ                 | ドイツ         | ○    |                              |        |
| 1926年 | ズーエフ労働者クラブ                       |      | イリア・ゴーロソフ                                                                                   | モスクワ                 | ロシア         | ○    |                              |        |
| 1926年 | ヴァイセンホーフ・ジードルング             |      | ペーター・ベーレンス ル・コルビュジエ ミース・ファン・デル・ローエ J.J.P.アウト ハンス・シャロウンら | シュトゥットガルト       | ドイツ         | ○    |                              |        |
| 1927年 | パラマウント・ビル                         |      | Rapp and Rapp                                                                                        | ニューヨーク             | アメリカ合衆国 | ○    |                              |        |
| 1927年 | カール・マルクス・ホーフ                   |      | カール・エーン                                                                                       | ウィーン                 | オーストリア   | ○    |                              |        |
| 1927年 | パークアヴェニュービル                     |      | イライ・ジャック・カーン                                                                             | ニューヨーク             | アメリカ合衆国 | ○    |                              |        |
| 1927年 | トリスタン・ツァラ邸                       |      | アドルフ・ロース                                                                                     | パリ                     | フランス       | ○    |                              |        |
| 1927年 | ダイマキシオン・ハウス                     |      | バックミンスター・フラー                                                                             |                          | アメリカ合衆国 | ○    |                              |        |
| 1928年 | 第2ゲーテアヌム                            |      | ルドルフ・シュタイナー                                                                               | ドルナッハ               | スイス         | ○    |                              |        |
| 1928年 | ストックホルム市立図書館                   |      | グンナール・アスプルンド                                                                             | ストックホルム           | スウェーデン   | ○    |                              |        |
| 1928年 | アンツァイガー・ビル                       |      | フリッツ・ヘーガー                                                                                   | ハノーファー             | ドイツ         | ○    |                              |        |
| 1928年 | ルサコフ労働者クラブ                       |      | コンスタンチン・メーリニコフ                                                                         | モスクワ                 | ロシア         | ○    |                              |        |
| 1928年 | ゾンネストラール・サナトリウム             |      | ヨハネス・ダイカー                                                                                   | ヒルヴェルスム           | オランダ       | ○    |                              |        |
| 1929年 | ロヴェル邸（健康住宅）                     |      | リチャード・ノイトラ                                                                                 | ロサンゼルス             | アメリカ合衆国 | ○    |                              |        |
| 1929年 | メーリニコフ自邸                           |      | コンスタンチン・メーリニコフ                                                                         | モスクワ                 | ロシア         | ○    |                              |        |
| 1929年 | バルセロナ・パビリオン                     |      | ミース・ファン・デル・ローエ                                                                         | バルセロナ               | スペイン       | ○    |                              | 復元   |

## コンペ・受賞
- ネブラスカ州会議事堂 - 1920年7月1日、議事堂委員会はバートラム・グッドヒューをこのコンペの勝者と発表した。
- 建築学会会館（1920年）[2]
- シカゴ・トリビューン - 1922年、エリエル・サーリネン、ヴァルター・グロピウスらが参加した有名なデザインコンペの結果、レイモンド・フッドとジョン・ミード・ハウエルズのゴシック様式の案が選ばれて建設されたものである
- 大阪市美術館[2] - 1921年（大正10年）前田健二郎がコンペティション1等当選。大幅修正のうえ、1936年（昭和11年）に竣工する
- 神戸市公会堂（1922年、公開）前田健二郎・岡田捷五郎のコンビがコンペティション1等。ただし実施されず。
- 大阪府庁舍、府会議事堂[2]（1922年、公開）
- 日比谷公会堂 市政会館[2] - （1922年、指名）建築家8人による指名設計競技の結果、佐藤功一案が1等となるが佐藤自身当初案を大きく変更 これをもとに清水組（現・清水建設）が施工。1929年10月19日に落成した。
- 日本建築協会15周年記念住宅博覧会と住宅の懸賞設計
- 住宅改造博覧会 - 1922年（大正11年）8月末を期限に各建築会社による設計デザインの優劣を競うコンペティションが行われ、応募総数118通、10作品が当選、うち4作品を元にした住宅が実際に博覧会会場で建設展示された。
- ホテル・モスクワ - 1922年コンペが行われ, ヴェスニン兄弟の案が優勝したが、諸般の事情により実現を見なかった。1933年アレクセイ・シューセフを任命
- オホートヌィ・リャッド労働宮殿（モスクワ）1922年
- メルボルン 戦争慰霊館 (Shrine of Remembrance) - フィリップ・ハドソン、ジェームス・ウォードロップが当選(1923年（83項目、オーストラリアとイギリスの建築家にのみ公開）
- 神戸市公会堂（1923年）[2]
- 早稲田大学大隈記念講堂[2]（1923年、公開：別案で実施）公開コンペにより前田健二郎らの案が1等となるが、佐藤功一ら早稲田大学の教授らが改めて設計
- 震災記念堂[2] - 1924年（大正13年）前田健二郎がコンペティション1等入選するが、実施されず
- 学士会館（1924年）[2]
- モスクワ新聞ビューロー「レニングラード・プラウダ」コンペ（1924-1925年）
- レーニン人民の家（1924年）
- 大連駅本屋（1924年）[2]
- ブリヤンスクソビエトの家（1924年）
- 第一次世界大戦戦勝記念女神像（1924年）
- ヴェネツィア・サンタ・ルチーア駅 - 1924年からアンジェロ・マッツォーニの手による駅舎近代化計画が始まり、1934年には貨物駅も併設するためのコンペが行われた。ヴィルジーリオ・ヴァロットの案が採用され、マッツォーニ、ヴァロット両人の協力の下、1936年から1943年までかけて改築が完成する。
- モスクワ鉱山管理研究所（1925年）
- モスクワ繊維会館（1925年）
- エレクトロ組合ドム・コムーナ（1925年）
- 東京大震災記念建造物[2]（1925年、公開：別案で実施）前田健二郎が当選したが採用されなかった震災記念堂コンペの後、審査員の伊東忠太が設計し竣工
- 神奈川県庁舎[2]（1926年、公開）小尾嘉郎の1等当選案に佐野利器、県営繕課が手を加えて竣工
- 役馬共同厩舎懸賞募集設計（帝国馬匹協会 1926年）
- モスクワ・エレクトロバンク（1926年）
- モスクワ・スモレンスカヤ市場プロジェクト（1926年）
- モスクワ・ルスゲルドルグ（1926年）
- ドニエプル河電力センターオープンコンペティション（1926年）
- ミンスク州ベラルーシ国立大学の建築設計競技プロジェクト（1926年）
- トゥルクの農業組合本部（1927年）
- ヴィープリ図書館建築設計競技（ヴィボルグ 1927年）
- パリ万国博覧会 (1925年) パヴィリオン・コンペティション
- 南京中山陵 (1925年)
- ジュネーブ・パレス・オブ・ネイションズ - 1926年、アンリ・ポール・ネノー＆ジュリアン・フレージハイマー;カルロ・ブラッギ; Camille Lefèvre; ジュゼッペ・ヴァゴらが当選（応募377案）
- 北京図書館 (1926年)
- 国際連盟会館（ジュネーブ）（1927年）ル・コルビュジエの案が否決され、CIAM結成のきっかけになった）
- トリビューン・タワー、シカゴ - ジョン・ミード・ハウエルズとレイモンド・フッドが当選（1922年（応募数260）
- モスクワ・シミョーノフスキー地区とザモスコツスキーレーチィキ地区コムナ（1922年）
- モスクワ・スモレンスク・マーケットのコンペティション(1926)
- ヴィオリ・ライブラリ - アルヴァ・アアルトが当選（1927年）
- スターリングラード文化宮殿（1928年）
- モスクワ・ディナモ会館（1928年）
- Asneftポンプステーション（1928年）
- ロシア・ツェントロソユーズ・コンペティション（1928年）
- レーニン図書館建築コンペティション（1928年）
- ズーエフ労働者クラブ（Дом культуры имени Зуева 1928年）
- ウラルマッシュ工場の給水塔（「白い塔」、1928年）
- ブリスベン・戦争慰霊館 (Shrine of Remembrance, Brisbane) - ブキャナンとカウパーが当選（1928年）
- ヴァイマール帝国議会堂拡張計画設計競技(1929年)
- 名古屋市庁舎（1929-1930年、公開）
- ハバロフスク・ソビエトの家コンペティション（1929年-1930年）
- イヴァノヴォ・ヴォツネセンクスの共同住居(1929年-1930年）
- ドニエプル・ドニプルストロイ水力ダム（1929年）
- パイミオのサナトリウム- アルヴァ・アアルトが当選（1929年）
- 中国政治区・南京政治区（1929年）
- ANZAC戦争記念館、シドニー - チャールズ・ブルース・デリートが当選（1929年（応募数117）